# Акманов, Айдар Алмасович
Айда́р Алма́сович Акма́нов -  (род. 1 января 1972, Уфа, Башкирская АССР, РСФСР, СССР) — российский сценарист, кинорежиссёр. Член Союза кинематографистов РФ. Лауреат Государственной республиканской молодёжной премии имени Шайхзады Бабича (1996). Заслуженный деятель искусств Республики Башкортостан (2020). Обладатель Приза «Лучший сценарий» XXVI Открытого фестиваля «Киношок» (2017).

## Биография
Родился 1 января 1972 года в Уфе. Мать  - Фардуна Касимовна Касимова, педагог, профессор Уфимского государственного института искусств, режиссёр, актриса театра. В 1989 году поступил в Башкирский Государственный Университет на факультет журналистики, а через год - во Всероссийский государственный университет кинематографии имени С. А. Герасимова. В 1994 году окончил сценарный факультет ВГИКа, мастерская  Одельша Александровича Агишева.
С 1994 до 2004 года работал главным редактором киностудии «Башкортостан» (Уфа).  Затем почти 10 лет проработал редактором на студии «Мотор-фильм» (Москва).

## Фильмография
Сценарист
- 2023 — «Помилование», полнометражный художественный фильм
- 2022 — «Еврей», полнометражный художественный фильм
- 2022 — «Клюква Сталина», полнометражный художественный фильм
- 2021 —  «Маруся фореva!», полнометражный художественный фильм
- 2021 — «Отряд Таганок»,  полнометражный художественный фильм
- 2021 — «Семья года», полнометражный художественный фильм
- 2020 — «Буран»,  полнометражный художественный фильм
- 2020 — «Гильза», короткометражный художественный фильм
- 2019 — «Сестрёнка», полнометражный художественный фильм
- 2019 — «И это всё Роберт», сериал
- 2017 — «Из Уфы с любовью», полнометражный художественный фильм
- 2016 — «Пятая стража», сериал («Портной» 3 сезон,  «Схватка»158 серия, «Если любишь – убей!» 3 сезон, «Схватка» 163 серия)
- 2011 — «Адвокат – 8», сериал («Сладкий дым» 5 серия, «Фатальное желание» 8 серия, «Весь этот джаз» 11 серия, «Буква закона» 13 серия,  «Мигалка» 20 серия, «Певец свободы» 22 серия, «Придорожный блюз» 23 серия, «Смертельный номер» 25 серия)
- 2010 —  «Сердце Марии», сериал
- 2010 — «Реальные кабаны», сериал
- 2010 — «Адвокат-7», сериал («Мертвая натура» фильм 11, «День книголюба» фильм 15,  «Аполлон» фильм 16,  «Смерть самурая» фильм 23, «Ход королевы» фильм 24)
- 2009 — «Ловец ветра», полнометражный художественный фильм
- 2009 — «Адвокат-6», сериал («Стрела для полковника» фильм 8,  «Призрак» фильм 16)
- 2008 —  «Адвокат-5», сериал («Гроза» 3 серия, «Старая любовь» 12 серия)
- 2008 —  «Женщина без прошлого», сериал
- 2007 — «Адвокат – 4», сериал («Самурай» фильм 8,  «Иногда они возвращаются» фильм 12)
- 2006 —  «Острог. Дело Фёдора Сеченова», сериал
- 2007 — «Гонка за счастьем», сериал
- 2006 — «Аэропорт-2», сериал  («Слова и поступки» 3 серия)
- 2005 — «Черная богиня», сериал
- 2001 — «Радуга над деревней», полнометражный художественный фильм
- 1996 — «Стеклянный пассажир», короткометражный художественный фильм

Режиссёр
- 2025 —  «Лето. Город. Любовь.», полнометражный художественный фильм

## Награды
- Премия «Государственная республиканская молодежная премия имени Шайхзады Бабича в области литературы, искусства и архитектуры (1996) —  за сценарий, в составе творческого коллектива авторов короткометражного художественного фильма "Быяла юлсы" ("Стеклянный пассажир")
- Приз «За лучший сценарий в полнометражном фильме» на российском фестивале «Киношок» (2017) — за фильм "Из Уфы с любовью"
- Заслуженный деятель искусств Республики Башкортостан (2020)